# Vạn
Vạn là một cách dùng thường trong văn chương để gọi trực tiếp số tự nhiên 104 = 10000 (mười nghìn). Nhiều ngôn ngữ cũng có khái niệm này:
- Tiếng Anh: myriad
- Tiếng Aramaic: ܪܒܘܬܐ
- Tiếng Hebrew: רבבה (revava)
- Tiếng Hy Lạp: μύριο (myrio)
- Tiếng Trung: 萬/万 (vạn)
- Tiếng Nhật: 万/まん/萬 (romaji: man, phiên âm Hán-Việt: vạn)
- Tiếng Hàn: 万/만/萬 (vạn)
- Tiếng Thái: หมื่น (meun), giống muôn trong tiếng Việt.

Chữ này cũng được dùng để một số lượng rất nhiều không đếm được như trong "vạn năng", "muôn hình vạn trạng"...
Ngoài ra, vạn cũng là tên để chỉ loại hình kiến trúc thờ cúng thủy thần (Cá Ông) ở các làng chài ven biển Việt Nam.